# Feeding Frenzy
Feeding Frenzy je videoigra koju je programirao Sprout Games, a producirao PopCap Games. Xbox 360 inačica izašla je 15. ožujka 2006. godine i bila je 17. u svijetu po prodaji igara za Xbox Live Arcade u 2006. godini.
U veljači 2006. godine izašao je nastavak ove igre Feeding Frenzy 2. U izradi imao je bolju grafiku i zvuk i nova podvodna stvorenja.

## Igra
U igri Feeding Frenzy, igrač kontrolira nekog gladnog morskog grabežljivca kako bi pojeo što više riba. Tijekom 40 razine, koliko ih u igri ima, igrač će naizmjenično upravljati s 5 morskih životinja. 
U zadnjoj razini, on treba pobijediti velikog morskog psa, "Kralja morskih pasa".
Igrač upravlja raznim morske morskim životinjama i pokušava da napreduje na hranidbenom lancu. Nakon što pojede određeni broj manjih riba, životinja igrača će narasti i moći pojesti nešto veće ribe. Pri kraju svakog nivoa, riba je dovoljno velika da može pojesti gotovo sve na ekranu. Igrač se mora čuvati od raznih opasnosti kao što su veliki grabežljivci, morske mine, meduze i otrovane ribe.
Ako igrač pojede veliki broj riba u kratko vrijeme, on dobiva Feeding Frenzy bonus, koji mu povećava broj prikupljenih bodova. Ako igrač nastavi brzo loviti druge ribe, moguće je postići Double Frenzy. Oni, međutim, kratko traju pa igrač ne smije prestati jesti ako ih želi održati.
Moguće je odabrati normalan način igranja i način igranja do isteka zadanog vremena.

### Likovi
- Andy - prva riba kojom možete upravljati. On je riba anđeo i njegova jedina sposobnost je da nasrtanje.
- Leon - druga riba. On je riba lav. Dok upravljate Leonom, možete usisati vodu i sve manje ribe ispred njega.
- Eddie - treća riba. On je grdobina.
- J.D. - četvrta riba. On je riba kovač.
- Orville - peta i posljednja životinja. On je kit.

## Platforme
- PC
- OS X
- Xbox 360

## Vanjske poveznice
- PopCap Games
- Službena "Feeding Frenzy" stranica
- Feeding Frenzy na Xbox.com